# Komiks kontra AIDS
Komiks kontra AIDS to tytuł antologii komiksowej wydanej w styczniu 2003 r. przez Krajowe Centrum ds. AIDS.
Antologia zawiera 27 komiksów (97 stron) wykonanych przez amatorów i profesjonalistów. Prace amatorów zostały wybrane w otwartym konkursie zorganizowanym przez Krajowe Centrum ds. AIDS we współpracy z rysownikiem Przemysławem Truścińskim i scenarzystą Dennisem Wojdą. Konkurs trwał od 30 lipca do 30 listopada 2002 r. Nadesłano 323 prace. Komisja, pod przewodnictwem znanego rysownika Bogusława Polcha, wybrała najlepsze prace. Dodatkowo zaproszono do udziału 16 autorów profesjonalistów.
Zadaniem konkursu było narysowanie najlepszego komiksu o tematyce HIV/AIDS. Nagrodą była publikacja w antologii Komiks kontra AIDS. Antologia została wykonana i dystrybuowana bezpłatnie (non-profit) przez Krajowe Centrum ds. AIDS. Całe przedsięwzięcie miało charakter kampanii edukacyjnej dla młodzieży.
Projekt okładki wykonał Ernesto Gonzales. Za skład i redakcję techniczną odpowiadał Jarosław Składanek, założyciel wydawnictwa komiksowego Kultura Gniewu. Osoby odpowiedzialne ze strony Krajowego Centrum ds. AIDS były Marlena Kiluk i Ewa Ankiersztejn.

## Autorzy - profesjonaliści
- Rafał Betlejewski
- Michał Będkowski
- Tomasz "Dupal" Dubilewicz
- Krzysztof Gawronkiewicz
- Ernesto Gonzales
- Konrad Grzegorzewicz
- Andrzej Kotański
- Jan Koza
- Cyryl Lechowicz
- Tomasz Lew Leśniak
- Sylwia Restecka
- Joanna Sanecka
- Rafał Skarżycki
- Mateusz Skutnik
- Przemysław Truściński
- Dennis Wojda

## Autorzy - amatorzy
- Marcin Cyliński
- Katarzyna Filipiak
- Natalia Iwaniec
- Aleksandra Karalus
- Karolina Konior
- Piotr Kotecki
- Monika Krasny
- Joanna Rompa
- Łukasz Ryłko
- Justyna Sandela
- Mateusz Sandela
- Paulina Sitkowska
- Tomasz Suski
- Maciej Trzebiński
- Ivo "Pervert" Widuliński
- Szymon Więckowicz
- Kamila Wojtasik
- Kamil Zabkowski

## Inne komiksy o AIDS
- Niebieskie pigułki (Frederik Peeters)